# Nahum Stutchkoff
Nahum Stutchkoff, jiddisch נחם סטוטשקאָװ [nɔxəm (nʊxəm) stʊtʃkɔv], eigentlich polnisch Nachum Stuczko beziehungsweise jiddisch נחם סטוטשקאָ [nɔxəm (nʊxəm) stʊtʃkɔ] (geboren am 7. Juni 1893 in Brok bei Łomża (Russland, heute Polen); gestorben am 6. November 1965 in Brooklyn, New York City), war ein jiddisch-polnischer, später jiddisch-amerikanischer Schauspieler, Autor, Radioschaffender und Lexikograph. Von Stutchkoff stammt das größte jiddische Wörterbuch, das je vollendet worden ist: der Ojzer fun der jidischer schprach.

## Leben und Schaffen

### Kindheit
Nahum Stutchkoff wurde als Nachum Stuczko bzw. jiddisch ausgesprochen als Nochem Stutschko im Nordosten des damals zum Russischen Reich gehörenden Kongresspolens („Weichsellandes“) in eine chassidische Familie hineingeboren. Seinen Namen erweiterte er erst in Amerika im Jiddischen durch zwei wow (װ-) bzw. im Englischen durch zwei -ff. 1900 zog die Familie nach Warschau, wo Stutchkoff die traditionelle Grundschule (Cheder) besuchte. Anschließend lernte er an zwei Talmudhochschulen (Jeschiwos), einer in Łomża und einer in Warschau.

### Theater
1909, im Alter von 16 Jahren, machte Stutchkoff Bekanntschaft mit dem jiddischen Theater, brach seine traditionelle religiöse Ausbildung ab und wurde Mitglied der Theatergruppe der vom Schriftsteller Jizchok Lejb Perez angeführten Kulturorganisation Hasomir (hebräisch für „Nachtigall“). Er debütierte in Scholem Alejchems Stück Mentschn (Menschen) und trat danach mit verschiedenen Truppen in Polen und Russland auf. Um 1912 wurde er zum Militärdienst eingezogen. Nach seiner Entlassung wurde Stutchkoff von Adolf Segal engagiert und spielte ab 1917 für das Theater Undser winkl im heute ukrainischen Charkiw, das trotz Erstem Weltkrieg und darauf folgendem russischem Bürgerkrieg ein reges Theaterleben aufrechterhielt. 1921 wurde der Verein in ein Staatstheater integriert, worauf sich die Truppe zerstreute. Stutchkoff trat in das Jiddische Staatstheater von Witebsk (heute Weißrussland) ein. 1923 emigrierte er mit seiner Frau Zilje und dem 1918 geborenen Sohn Mischa in die Vereinigten Staaten von Amerika.
Stutchkoff trat zunächst auf jiddischen Bühnen in New York (1923) und Philadelphia (1924–1925) auf; 1926 wurde er Sekretär des Jiddischen Dramatischen Vereins. Nachdem er schon in Russland Schauspiele für das jiddische Theater übersetzt hatte, verlegte er sich in Amerika zunehmend auf das Schreiben und Bearbeiten von Operetten, Komödien und Dramen für die jiddische Bühne. Dabei arbeitete er mit zahlreichen Größen des jiddischen Theaters wie Molly Picon, Ludwig Satz, Sholom Secunda, Joseph Rumshinsky, Menasha Skulnik und anderen zusammen – oft mehr zur Freude des Publikums als der Kritiker.

### Radio
1931 trat Stutchkoff eine erste Stelle in einem kleinen Radiostudio in Brooklyn an, das der Besitzer eines Geschäfts für Damenmode eingerichtet hatte. Er wurde wenig später Ansager bei der Radiostation WLTH, wo er kurz darauf von Sholom Secunda eine Talentshow für Kinder übernahm und sie in Feter Nochemß jidische scho („Onkel Nahums Jiddischstunde“) umbenannte.
Rasch populär geworden, wurde Stutchkoff 1932 vom WEVD engagiert, einem im nämlichen Jahr von der jiddischen Tageszeitung Forwertß (The Jewish Daily Forward) erworbenen und zuvor von der Sozialistischen Partei Amerikas gegründeten Radiosender. In den folgenden rund drei Jahrzehnten war Stutchkoff Autor, Regisseur und Sprecher von etwa einem Dutzend Sendereihen sowie Tausenden Reklamebeiträgen, die er für seine Sponsoren produzierte. Beliebt war in den dreißiger Jahren seine jeden Sonntag ausgestrahlte melodramatische, Familienkonflikte präsentierende Serie Ba tate-mameß tisch („Am Familientisch“) – die Reihe war derart populär, dass Stutchkoff sie anschließend für die Bühne umarbeitete. Zahlreich waren seine für das Radio geschriebenen Komödien, von denen Eni un Beni („Annie und Benny“), In a jidischer großeri („In einem jüdischen Lebensmittelgeschäft“), In a frejlechn winkl („In einem fröhlichen Winkel“) und An ejdem af keßt („Ein von den Eltern der Frau ausgehaltener Schwiegersohn“) zu nennen sind, eine Art Sitcoms der damaligen Zeit.
Nach dem 1941 erfolgten Eintritt der Vereinigten Staaten in den Zweiten Weltkrieg waren Radiokomödien nicht mehr angesagt, und Stutchkoff schuf die melodramatische Serie Zoreß ba lajtn („Sorgen der Leute“), die jedes Mal mit einem Spendenaufruf zugunsten von Alten- und Pflegeheimen schloss und rund fünfzehn Jahre lang lief. Seine einzige Sendung, in welcher er den Holocaust direkt ansprach, wurde 1943 ausgestrahlt und hieß Der gehénem („Die Hölle“); ihr unmittelbarer Zweck – sie wurde vom Finanzministerium finanziert – war die Propagierung amerikanischer Kriegsanleihen.
Die ab 1948 in 615 Folgen ausgestrahlte Reihe Mame-loschn („Muttersprache“), in welcher er seinen Zuhörern den reichhaltigen jiddischen Wortschatz anekdotenreich und oft in Form kleiner dramatischer Szenen in Erinnerung rief und erläuterte, schuf Stutchkoff als Antwort auf die Vernichtung des europäischen Judentums – Jiddisch hatte im Holocaust „Vater und Mutter verloren“, und das amerikanische Judentum sollte sich dieses Waisenkindes annehmen. Zugleich diente die Sendung der Popularisierung seines Ojzer (siehe unten). 1951 startete Stutchkoff schließlich noch einmal eine Serie von Familiendramen, A welt mit weltelech („Eine Welt mit kleinen Welten“). Stutchkoffs Engagement am Radio dauerte bis 1958 oder 1959.

### Lexikographie
Bleibende Bedeutung erwarb sich Stutchkoff als Lexikograph. 1931 veröffentlichte er ein jiddisches Reimlexikon (Gramen-lekßikon), 1950 einen onomasiologisch angeordneten Thesaurus der jiddischen Sprache (Ojzer fun der jidischer schprach) und, postum 1968 erschienen, einen Thesaurus der hebräischen Sprache (Ozar ha’safah ha’iwrit). Letztgenannter hinkte seiner Zeit hintendrein und beschrieb im Wesentlichen das gelehrte Hebräisch der europäischen Juden, nicht die moderne Umgangssprache Israels.
Der Ojzer fun der jidischer schprach hingegen, ausgehend vom bereits 35.000 Einträge enthaltenden Reimlexikon, bildet das unbestrittene Hauptwerk Stutchkoffs. Obwohl Autodidakt, schuf er damit das bis zum heutigen Tag umfassendste Wörterbuch der jiddischen Sprache, das rund 90.000 Einzelwörter und 8000 idiomatische Fügungen (insgesamt aufgrund von Mehrfachnennungen annähernd 175.000 Einträge) umfasst und als »Speicher« für die nach dem Holocaust vom Untergang bedrohten jiddischen Sprache dienen sollte. Vorbild war Peter Mark Rogets englischer Thesaurus, dessen 1000 onomasiologische Kategorien Stutchkoff allerdings auf 650 reduzierte. Das Werk wurde von der Kritik begeistert aufgenommen und allein im ersten Jahr 2000-mal verkauft. Anders als viele andere Publikationen des YIVO (Jidischer wißnschaftlecher inßtitut – Institute for Jewish Research) und gegen den Rat des Herausgebers Max Weinreich war Stutchkoffs Thesaurus keineswegs sprachpuristisch angelegt, sondern enthielt auch über 1500 Amerikanismen, beinahe 3000 Germanismen (dajtschmerismen), über 1000 Slawismen, fast 500 Vulgarismen, 700 komische Ausdrücke und weitere 700 Archaismen, Dialektalismen, Begriffe aus dem Slang sowie Sowjetismen. Einige Rezensenten, darunter Isaac Bashevis Singer, bemängelten indes, dass der Herausgeber Weinreich es nicht hat unterlassen können, zahlreiche Wörter als »nicht empfohlen« zu markieren, und dass der Ojzer umgekehrt viele Kunstwörter enthält, die vom YIVO geschaffen worden waren, außerhalb puristischer Kreise aber nie benutzt wurden.
Der Zettelkatalog des Thesaurus wurde anschließend zur Grundlage eines noch umfassenderen Werks, des Großen Wörterbuchs der jiddischen Sprache (Grojßer werterbuch fun der jidischer schprach), das Stutchkoff unter der Herausgeberschaft des YIVO und in Zusammenarbeit mit den Linguisten Yudel Mark und Judah A. Joffe erarbeiten wollte. Aus konzeptionellen und persönlichen Gründen schied er allerdings nach nur drei Jahren 1955 wieder aus; sein pragmatischer lexikographischer Ansatz ließ sich mit dem wissenschaftlichen Anspruch Yudel Marks nicht vereinen. Vom Grojßn werterbuch erschienen schließlich zwischen 1961 und 1980 nur die ersten vier Bände, welche alle mit Aleph und folglich den Großteil der mit Vokal einsetzenden Wörter umfassen (gemäß der jiddischen Orthographie werden alle mit /a/, /aj/, /ej/, /o/, /oj/ und /u/ beginnenden Wörter mit einem einleitenden Aleph geschrieben).

### Familie und Mensch
Stutchkoffs Frau Zilje (englisch Celia) geborene Genzer (1893–?) war ebenfalls Schauspielerin und wirkte später wie auch beider Sohn Mischa (1918–2003) und Tochter Esther (später verheiratete Baron, 1924–?) in den eigenen Radioserien mit. Mischa trat überdies in jiddischen Filmen auf und verfasste später unter dem Namen Michael Morris für Hollywood englische Fernsehprogramme. Stutchkoffs Vater starb offenbar schon vor dem Zweiten Weltkrieg, seine Mutter und Schwester kamen im Warschauer Ghetto um. Sein Bruder Aaron wirkte als Rabbiner in London.
Stutchkoff, der in einer traditionell-jüdisch-jiddischen Umgebung in Polen aufgewachsen war, sich von diesem Leben als Jugendlicher jedoch abwandte, wurde infolge der weitgehenden Vernichtung des europäischen Judentums durch die Nationalsozialisten ein energischer Befürworter eines auf die Tradition gebauten Jüdischseins und sprach sich gegen Assimilation in Sprache und Religion aus. Sein Jiddisch wurde sprachbewusster und sprachpflegerischer, und er empfahl den Eltern, ihren Kindern eine jüdische Erziehung angedeihen zu lassen.
Stutchkoff war äußerst sprachbegabt. Er wuchs mit Jiddisch, Polnisch und Russisch auf, lernte in der Schule Hebräisch, darauf Deutsch und Französisch und schließlich – nach Aussage eines seiner Enkel – während der Überfahrt nach Amerika mittels der Lektüre von William Shakespeare, Mark Twain und der Encyclopaedia Britannica Englisch.

## Werk

### Veröffentlichungen in Auswahl
Das von Burko und Seigel (2014) zusammengestellte Werkverzeichnis umfasst drei Dutzend selbst verfasste Bühnenstücke – einschließlich Bühnenbearbeitungen eigener Radioserien –, darunter:
- Der schlang in Gan-ejdn [Die Schlange im Garten Eden] (Drama, aufgeführt 1910er/1920er Jahre)
- Di zwej kaleß [Die zwei Bräute] (musikalische Komödie, aufgeführt 1925)
- Wer bin ich? (Komödie, aufgeführt 1925–1926)
- Masl fun frojen [Glück der Frauen] (Komödie, aufgeführt 1925–1926)
- A mol is gewén [Es war einmal] (Drama, aufgeführt 1926)
- In rojtn Rußland [Im roten Russland] (Drama, aufgeführt 1928)
- As der rebe wil [Wenn der Rebbe will] (Operette, aufgeführt 1929)
- Der zadik in pelz [Der Weise im Pelz] (musikalische Komödie, 1929)
- Oj, Amerike [Oh, Amerika] (musikalische Komödie, aufgeführt 1930/1931)
- Ba tate-mameß tisch [Am Familientisch] (zwei Dramen, aufgeführt 1938 und 1939)
- In a jidischer großeri [In einem jüdischen Lebensmittelgeschäft] (zwei Dramen, aufgeführt 1938 und 1939)

zwei Dutzend Übersetzungen von Theaterstücken aus anderen Sprachen, darunter:
- Der jid fun Konßtanz (Der Jude von Konstanz, von Wilhelm von Scholz, aufgeführt 1910er/1920er Jahre)
- Der ajngebildeter kranker (Le malade imaginère, von Jean-Baptiste Molière, aufgeführt 1910er/1920er Jahre)
- Intereßn-schpil (Los intereses creados, von Jacinto Benavente, aufgeführt 1917–1921)
- Hotel-wirtn (La locanderia, von Carlo Goldoni, aufgeführt 1917–1921)
- Der ganew (Scrupules, von Octave Mirbeau, aufgeführt 1917–1921)
- Der karger (L’avare, von Jean-Baptiste Molière, aufgeführt 1921–1923)

über zehn für den Sender WEVD produzierte Radioserien, darunter:
- In a jidischer großeri [In einem jüdischen Lebensmittelgeschäft] (?–?, 159 Folgen)
- Ba tate-mameß tisch [Am Familientisch] (1935–1940, 136 Folgen)
- Zoreß ba lajtn [Sorgen der Leute] (1944–1959?, 217 Folgen)
- Mame-loschn [Muttersprache] (1948–?, 615 Folgen) – gedruckt herausgegeben von Alec Eliezer Burko, New York 2014
- A welt mit weltelech [Ein Welt mit kleinen Welten] (1951–?, 114 Folgen)

ungezählte Reklamespots (Produktplatzierungen und commercial sketches)
rund ein Dutzend Texte für Musikbogen, die von Abe Ellstein, Joseph Rumshinsky und Sholom Secunda vertont wurden
drei Bücher:
- Jidischer gramen-lekßikon [Jiddisches Reimlexikon], New York 1931
- Ojzer fun der jidischer schprach [Thesaurus der jiddischen Sprache], New York 1950, unveränderter Nachdruck ebd. 1991
- Ozar ha’safah ha’iwrit [Thesaurus der hebräischen Sprache], New York 1968

### Nachlass
Stutchkoffs Nachlass liegt in der New York Public Library (New York City), dem YIVO Institute for Jewish Research (New York City), der Library of Congress (Washington) und im American Folklife Center (Washington).
Während die Skripte für die Radiosendungen größtenteils erhalten sind, haben nur wenige Tondokumente die Zeit überdauert. Sie wurden vom Yiddish Radio Project (unter Leitung von Henry Sapoznik) gerettet und können teilweise auf www.yiddishradioproject.org angehört werden.